# Massimo Andrea Ugolini
Pour les articles homonymes, voir Ugolini.
Massimo Andrea Ugolini, né le 26 juillet 1978, est un homme d'État saint-marinais, membre du Parti démocrate-chrétien saint-marinais. Il est capitaine-régent de Saint-Marin, avec Gian Nicola Berti, du 1er avril au 1er octobre 2016.

## Biographie
Massimo Andrea Ugolini entre en politique en 2008 au sein du Parti démocrate-chrétien saint-marinais. Il est élu en 2012 au Grand Conseil général. Le 16 mars 2016, il est élu capitaine-régent avec Gian Nicola Berti. Tous deux entrent en fonction le 1er avril suivant pour un semestre.